# Шевна машина
Шевната машина е устройство, служещо за зашиване на плат или друг материал с конец. Смята се, че първата шевна машина е изобретена от англичанина Томас Сейнт през 1790 година. С усъвършенстването на шевните машини през 19 век и масовото им навлизане в промишлеността, производителността на труда в производството на облекло значително нараства.

## История на създаването
Опити да се създаде шевна машина съществуват от втората половина на 18 век. При всички тези опити се правят опити да се копира напълно ръчният процес. През 1814 г. австриецът Йозеф Мадерспергер създава иглата с ухо в острия край. След патентоването и изработване на образец, от този момент нататък тази удачна идея започва да се използва от следващите изобретатели на шевната машина. Изобретатели като Фишер, Гибон, Уолтер Хант, Елиас Хоу и други работят на тази тематика. През 1845 г. Елиас Хоу от САЩ разработва и получава патент за шевна машина със скорост 300 бода в минута. При тази машина иглата се движи хоризонтално, а тъканите са във вертикално положение.

## Забележка
1. ↑  A brief history of the sewing machine //   ISMACS International. Посетен на 5 август 2009.